# Giro Rosa 2020
Il Giro Rosa 2020, trentunesima edizione della manifestazione, valido come quinta prova del UCI Women's World Tour 2020, inizialmente previsto dal 26 giugno al 5 luglio, poi posticipato a causa della pandemia di COVID-19, si svolse dall'11 al 19 settembre 2020 su un percorso lungo 975,8 km, suddiviso in nove tappe, con partenza da Grosseto, in Toscana e arrivo a Motta Montecorvino in Puglia.
La vittoria fu appannaggio dell'olandese Anna van der Breggen, la quale completò il percorso in 26h25'43", alla media di 36,922 km/h, precedendo la polacca Katarzyna Niewiadoma e l'italiana Elisa Longo Borghini.
Sul traguardo di Motta Montecorvino 85 cicliste, su 138 partite da Grosseto, portarono a termine la competizione.

## Tappe
| Tappa  | Data         | Percorso                                       | km    | Vincitore di tappa   | Leader cl. generale  |
| ------ | ------------ | ---------------------------------------------- | ----- | -------------------- | -------------------- |
| 1ª     | 11 settembre | Grosseto > Grosseto cronosquadre               | 16,8  | Trek-Segafredo       | Elisa Longo Borghini |
| 2ª     | 12 settembre | Civitella Paganico > Arcidosso                 | 124,8 | Annemiek van Vleuten | Annemiek van Vleuten |
| 3ª     | 13 settembre | Santa Fiora > Assisi                           | 142,2 | Marianne Vos         | Annemiek van Vleuten |
| 4ª     | 14 settembre | Assisi > Tivoli                                | 170,3 | Elizabeth Banks      | Annemiek van Vleuten |
| 5ª     | 15 settembre | Terracina > Terracina                          | 110,3 | Marianne Vos         | Annemiek van Vleuten |
| 6ª     | 16 settembre | Torre del Greco > Nola                         | 97,5  | Marianne Vos         | Annemiek van Vleuten |
| 7ª     | 17 settembre | Nola> Maddaloni                                | 109   | Lotte Kopecky        | Annemiek van Vleuten |
| 8ª     | 18 settembre | Castelnuovo della Daunia > San Marco la Catola | 91,5  | Elisa Longo Borghini | Anna van der Breggen |
| 9ª     | 19 settembre | Motta Montecorvino > Motta Montecorvino        | 109,9 | Évita Muzic          | Anna van der Breggen |
| Totale | Totale       | Totale                                         | 975,8 |                      |                      |

## Squadre e corridori partecipanti
Alla competizione prendono parte 23 squadre, di cui le otto iscritte all'UCI Women's World Tour 2020, e le altre di categoria Continental, ciascuna delle quali composta da sei corridori, per un totale di 138 cicliste.
| N.      | Cod. | Squadra                         |
| ------- | ---- | ------------------------------- |
| 1-6     | MTS  | Mitchelton-Scott                |
| 11-16   | ALE  | Alé BTC Ljubljana               |
| 21-26   | VAI  | Aromitalia Basso Bikes Vaiano   |
| 31-36   | ASA  | Astana Women's Team             |
| 41-46   | BPK  | BePink                          |
| 51-56   | BDU  | Bizkaia-Durango                 |
| 61-66   | DLT  | Boels-Dolmans Cycling Team      |
| 71-76   | CSR  | Canyon-SRAM Racing              |
| 81-86   | CCC  | CCC-Liv                         |
| 91-96   | WNT  | Ceratizit-WNT Pro Cycling       |
| 101-106 | CGS  | Cogeas-Mettler Pro Cycling Team |
| 111-116 | CDO  | Cronos-Casa Dorada              |

| N.      | Cod. | Squadra                         |
| ------- | ---- | ------------------------------- |
| 121-126 | EPK  | Équipe Paule Ka                 |
| 131-136 | SBT  | Eurotarget-Bianchi-Vittoria     |
| 141-146 | FDJ  | FDJ Nouv. Aquitaine Futuroscope |
| 151-156 | LSL  | Lotto-Soudal Ladies             |
| 161-166 | LCT  | Lviv Cycling Team Women         |
| 171-176 | MOV  | Movistar Team Women             |
| 181-186 | SER  | Servetto-Piumate-Beltrami TSA   |
| 191-196 | SUN  | Team Sunweb                     |
| 201-206 | TOP  | Top Girls Fassa Bortolo         |
| 211-216 | SER  | Trek-Segafredo                  |
| 221-226 | VAL  | Valcar-Travel & Service         |

## Evoluzione delle classifiche
| Tappa              | Vincitrice           | Classifica generale Maglia rosa | Classifica a punti Maglia ciclamino | Classifica scalatori Maglia verde | Classifica giovani Maglia bianca | Classifica italiane Maglia azzurra | Classifica a squadre |
| ------------------ | -------------------- | ------------------------------- | ----------------------------------- | --------------------------------- | -------------------------------- | ---------------------------------- | -------------------- |
| 1ª                 | Trek-Segafredo       | Elisa Longo Borghini            | non assegnata                       | non assegnata                     | Emma Norsgaard Jørgensen         | Elisa Longo Borghini               | Trek-Segafredo       |
| 2ª                 | Annemiek van Vleuten | Annemiek van Vleuten            | Annemiek van Vleuten                | Annemiek van Vleuten              | Mikayla Harvey                   | Elisa Longo Borghini               | CCC-Liv              |
| 3ª                 | Marianne Vos         | Annemiek van Vleuten            | Annemiek van Vleuten                | Marianne Vos                      | Mikayla Harvey                   | Elisa Longo Borghini               | CCC-Liv              |
| 4ª                 | Elizabeth Banks      | Annemiek van Vleuten            | Annemiek van Vleuten                | Cecilie Uttrup Ludwig             | Mikayla Harvey                   | Elisa Longo Borghini               | Équipe Paule Ka      |
| 5ª                 | Marianne Vos         | Annemiek van Vleuten            | Marianne Vos                        | Cecilie Uttrup Ludwig             | Mikayla Harvey                   | Elisa Longo Borghini               | Équipe Paule Ka      |
| 6ª                 | Marianne Vos         | Annemiek van Vleuten            | Marianne Vos                        | Cecilie Uttrup Ludwig             | Mikayla Harvey                   | Elisa Longo Borghini               | Équipe Paule Ka      |
| 7ª                 | Lotte Kopecky        | Annemiek van Vleuten            | Marianne Vos                        | Cecilie Uttrup Ludwig             | Mikayla Harvey                   | Elisa Longo Borghini               | CCC-Liv              |
| 8ª                 | Elisa Longo Borghini | Anna van der Breggen            | Marianne Vos                        | Cecilie Uttrup Ludwig             | Mikayla Harvey                   | Elisa Longo Borghini               | CCC-Liv              |
| 9ª                 | Évita Muzic          | Anna van der Breggen            | Marianne Vos                        | Cecilie Uttrup Ludwig             | Mikayla Harvey                   | Elisa Longo Borghini               | CCC-Liv              |
| Classifiche finali | Classifiche finali   | Anna van der Breggen            | Marianne Vos                        | Cecilie Uttrup Ludwig             | Mikayla Harvey                   | Elisa Longo Borghini               | CCC-Liv              |

Maglie indossate da altre cicliste in caso di due o più maglie vinte
- Nella 8ª tappa Katarzyna Niewiadoma, seconda in classifica, ha indossato la maglia rosa al posto di Annemiek van Vleuten che si è ritirata a causa dell'infortunio patito nella caduta nella 7ª tappa.[4][5]

## Classifiche finali

### Classifica generale - Maglia rosa
| Pos. | Corridore             | Squadra   | Tempo     |
| ---- | --------------------- | --------- | --------- |
| 1    | Anna van der Breggen  | Boels     | 26h25'43" |
| 2    | Katarzyna Niewiadoma  | Canyon    | a 1'14"   |
| 3    | Elisa Longo Borghini  | Trek      | a 2'20"   |
| 4    | Cecilie Uttrup Ludwig | FDJ       | a 2'22"   |
| 5    | Mikayla Harvey        | Paule Ka  | a 2'52"   |
| 6    | Ashleigh Moolman      | CCC-Liv   | a 5'02"   |
| 7    | Ane Santesteban       | Ceratizit | a 6'31"   |
| 8    | Paula Patiño          | Movistar  | a 6'54"   |
| 9    | Mavi García           | Alé       | a 7'06"   |
| 10   | Évita Muzic           | FDJ       | a 7'47"   |

### Classifica a punti - Maglia ciclamino
| Pos. | Corridore             | Squadra | Punti |
| ---- | --------------------- | ------- | ----- |
| 1    | Marianne Vos          | CCC-Liv | 46    |
| 2    | Anna van der Breggen  | Boels   | 34    |
| 3    | Katarzyna Niewiadoma  | Canyon  | 34    |
| 4    | Elisa Longo Borghini  | Trek    | 33    |
| 5    | Cecilie Uttrup Ludwig | FDJ     | 30    |

### Classifica scalatrici - Maglia verde
| Pos. | Corridore             | Squadra | Punti |
| ---- | --------------------- | ------- | ----- |
| 1    | Cecilie Uttrup Ludwig | FDJ     | 40    |
| 2    | Elisa Longo Borghini  | Trek    | 28    |
| 3    | Katia Ragusa          | Astana  | 24    |
| 4    | Marianne Vos          | CCC-Liv | 17    |
| 5    | Marija Novolodskaja   | Cogeas  | 12    |

### Classifica giovani - Maglia bianca
| Pos. | Corridore           | Squadra  | Tempo     |
| ---- | ------------------- | -------- | --------- |
| 1    | Mikayla Harvey      | Paule Ka | 26h28'35" |
| 2    | Évita Muzic         | FDJ      | a 4'55"   |
| 3    | Liane Lippert       | Sunweb   | a 5'35"   |
| 4    | Marta Cavalli       | Valcar   | a 5'45"   |
| 5    | Marija Novolodskaja | Cogeas   | a 12'16"  |

### Classifica italiane - Maglia azzurra
| Pos. | Corridore            | Squadra   | Tempo     |
| ---- | -------------------- | --------- | --------- |
| 1    | Elisa Longo Borghini | Trek      | 26h28'03" |
| 2    | Marta Cavalli        | Valcar    | a 6'26"   |
| 3    | Katia Ragusa         | Astana    | a 7'22"   |
| 4    | Soraya Paladin       | CCC-Liv   | a 9'08"   |
| 5    | Erica Magnaldi       | Ceratizit | a 9'58"   |

### Classifica a squadre
| Pos. | Squadra                    | Tempo     |
| ---- | -------------------------- | --------- |
| 1    | CCC-Liv                    | 78h50'19" |
| 2    | Équipe Paule Ka            | a 43"     |
| 3    | FDJ                        | a 10'45"  |
| 4    | Boels-Dolmans Cycling Team | a 23'05"  |
| 5    | Trek-Segafredo             | a 25'14"  |